# ميلندا ديلون
ميلندا ديلون (بالإنجليزية: Melinda Dillon)‏ (و. 1939  م) هي ممثلة مسرحية، وممثلة تلفزيونية، وممثلة أفلام أمريكية، ولدت في هوب.

## جوائز وترشيحات
حصلت على جوائز منها:
جوائز
- جائزة المسرح العالمي (1963)

ترشيحات
- جائزة الأوسكار لأفضل ممثلة مساعدة (1977)
- جائزة الأوسكار لأفضل ممثلة مساعدة، عن عمل: لقاءات قريبة من النوع الثالث (1977)
- جائزة توني لأفضل ممثلة بارزة في مسرحية [الإنجليزية]‏ (1963)

ترشحت لـ:
- جائزة الأوسكار لأفضل ممثلة مساعدة، عن عمل: لقاءات قريبة من النوع الثالث (1977)
- جائزة توني لأفضل ممثلة بارزة في مسرحية [الإنجليزية]‏ (1963)
- جائزة الأوسكار لأفضل ممثلة مساعدة، عن عمل: غياب الحقد [الإنجليزية]‏.

## وصلات خارجية
- ميلندا ديلون على موقع IMDb (الإنجليزية)
- ميلندا ديلون على موقع روتن توميتوز (الإنجليزية)
- ميلندا ديلون على موقع ألو سيني (الفرنسية)
- ميلندا ديلون على موقع ميوزك برينز (الإنجليزية)
- ميلندا ديلون على موقع تيرنر كلاسيك موفيز (الإنجليزية)
- ميلندا ديلون على موقع أول موفي (الإنجليزية)
- ميلندا ديلون على موقع قاعدة بيانات برودواي على الإنترنت (الإنجليزية)
- ميلندا ديلون على موقع قاعدة بيانات الأفلام السويدية (السويدية)
- ميلندا ديلون على موقع إن إن دي بي (الإنجليزية)
- ميلندا ديلون على موقع ديسكوغز (الإنجليزية)